# SMS 폰데르탄
폰데르탄(SMS Von der Tann)은 제1차 세계 대전 때의 독일 제국 해군의 순양전함이다. 당시 제국 해군에서는 대형순양함(Großer Kreuzer)으로 분류되어 있었다. 함 명은 바이에른 왕국의 장군 루드비히 폰데르탄 라트잠하우젠과 관련되어 있다.

## 개요
폰데르탄은 1907년도 해군 계획에 의해 정비된 독일 제국 해군 최초의 순양전함이다. 원래 1906년부터 1909년까지 독일 제국 해군의 함정 정비 플랜에는 대형 순양함이 한 척도 건조가 계획되어 있지 않았다. 그러나 건함 경쟁을 이끌고 있었던 영국 해군의 동급 함에 대항하기 위해 해외 경비용 대형 순양함 보유를 결정하였고, 1906년에 함대법을 개정하여 대형 순양함도 구비하도록 하였다.
영국 해군의 인빈서블급 순양전함은 234mm 급의 포를 8 ~ 10문 장착한 것으로 간주되었다. 그래서 독일 해군은 210mm 포 12문을 가진 대형 순양함 ‘블뤼허’를 건조했지만, 인빈서블급의 실상은 드레드노트급의 12인치 포를 8문 탑재한 것으로, 화력은 독일 해군의 대형 순양함을 능가했다.

## 참고 문헌
- 《세계의 함선》 증보판 제26집 “독일 전함의 역사” (해인사)
- 《세계의 함선》 1984년 12월호 (No.344) 특집 “순양전함의 역사 정리” (해인사)
- 타카스 고이치 《순양 전함의 메커니즘》 (《세계의 함선》 1999년 3월호 (No.553) (해인사) pp.78-85)
- "Conway, “All The World's Fightingships” 1906-1921」(Conway)